# Циньшэньская железная дорога
Циньшэньская железная дорога (кит. трад. 秦瀋客運專線, упр. 秦沈客运专线, пиньинь Qínshěn Kèyùn Zhuānxiàn, (ЦиньШэнь КэЮнь ЧиньСянь), дословный перевод — Циньхуандао—Шэньянская пассажирская магистраль), известная также как просто Циньшэнь (по первым иероглифам слов «Циньхуандао» и «Шэньян») — китайская высокоскоростная железнодорожная магистраль (ВСМ) между Циньхуандао и Шэньяном. Является первой в стране выделенной высокоскоростной железной дорогой. Двухпутная магистраль длиной 405 километров (в некоторых источниках — 404 км) и электрифицированная (переменный ток 25 кВ 50 Гц) на всём протяжении идёт параллельно Цзинхаской железной дороге — крупному транспортному коридору, по которому проходит большой грузооборот. Для разгрузки данной магистрали и была построена Циньшэньская ВСМ, которая перевела на себя значительный объём пассажиропотока, включая все высокоскоростные поезда.

## История
Строительство магистрали началось 16 августа 1999 года, первоначальные инвестиции составили более 15 млрд. 元 (2 млрд. $). Магистраль начиналась от Циньхуандао и заканчивалась на Северном вокзале Шэньяна. 12 октября 2003 года Циньшэньская железная дорога была официально открыта и на ней началась эксплуатация высокоскоростных электропоездов CRH5. Максимальная скорость на магистрали изначально составляла 200 км/ч, но в 2007 году была повышена до 250 км/ч, а вскоре и до 300 км/ч.
В 2002 году, когда строительство магистрали подходило к концу, на ней были проведены испытания нового электропоезда DJJ2 «Китайская звезда», который развил скорость в 321 км/ч, что на то время являлось рекордом для поездов Китая.